# Pattaya (film)
Cet article concerne le film de Franck Gastambide. Pour la station balnéaire, voir Pattaya.
Pour plus de détails, voir Fiche technique et Distribution.
Pattaya est un film français réalisé par Franck Gastambide, sorti le 24 février 2016.
Le film suit Franky et Krimo, deux amis désireux de s'évader de la grisaille de leur quartier. Ils rêvent de se rendre à la station balnéaire thaïlandaise de Pattaya. Afin de voyager à moindre coût, ils inscrivent la personne de petite taille de leur quartier — à l'insu de ce dernier — au championnat du monde de boxe thaï des personnes de petite taille. Mais au lieu des vacances de rêve qu'ils envisageaient, les compères vont connaître une aventure des plus périlleuses et aller de mésaventures en mésaventures.

## Synopsis
En banlieue parisienne, Franky (Franck Gastambide), fan de Vin Diesel, n'arrive pas à se remettre de sa rupture avec Lilia. Krimo (Malik Bentalha), son meilleur ami, qui cherche à devenir célèbre par n'importe quel moyen, lui propose de partir à Pattaya en Thaïlande, le "Paradis des Kaira" pour se changer les idées. Là-bas, Reza (Ramzy Bedia), son cousin, a tenté de devenir champion de boxe thai en hommage à sa copine (adepte de ce sport) mais s'est fait battre dès son premier match et s'est reconverti dans le tourisme.
Faute d'argent, Krimo a découvert que Le Marocain (Gad Elmaleh), un maître d'arts martiaux, organise des combats de nains et cherche un adversaire pour son champion, Tong Po (Saïd Bogota). Le Marocain est d'ailleurs prêt à payer le voyage pour la Thaïlande. Le plan de Krimo est d'inscrire Karim (Anouar Toubali), le nain de leur cité, de lui fausser compagnie à l'aéroport et de passer des vacances tout frais payés à Pattaya. Les deux compères rendent visite à Karim et lui explique qu'ils comptent partir en pèlerinage à la Mecque tous ensemble. D'abord méfiant, Karim accepte mais Franky et Krimo n'arrivent pas à le semer lors de l'embarquement.
En Thaïlande, Franky et Krimo tentent de s'éclipser à nouveau mais les hommes du Marocain les interceptent. Emmenés jusqu'au temple, ils découvrent que Tong Po tue ses adversaires à l'issue du combat. Karim s'évanouit en comprenant le pot aux roses mais les trois Français ne peuvent s'enfuir car le Marocain a pris leur passeport. Ils décident néanmoins de tenter leur chance auprès de Reza et réussissent à arriver jusqu'à son bar. Ce dernier (qui ne sait rien de leur histoire avec Le Marocain) les accueille à bras ouvert et leur donne rendez-vous dans une boîte de nuit pour que "Johnny Hallyday", un faussaire, leur refasse leur passeport, que Krimo prétexte avoir perdu. Là-bas, les deux amis s'enfuient à nouveau en voyant que les hommes du Marocain parlent avec lui.
Le lendemain matin, Krimo trouve un orang-outan dans leur chambre d'hôtel. Franky explique qu'il s'agit du singe apprivoisé du Marocain qu'il a kidnappé et compte échanger contre l'annulation du combat. Le Marocain reçoit leur vidéo de revendication et entre dans une violente colère. Franky et Krimo sont pris en chasse mais s'en sortent grâce à l'aide de Karim. Grâce à un parachute ascentionnel, ils échappent de nouveau à leur poursuivants et atterrissent sur une île. Krimo reconnaît l'endroit comme "L'île de la Faim" où se déroule une émission de télé-réalité dans laquelle des obèses doivent se débrouiller pour trouver de la nourriture. Les parisiens s'enfuient à nouveau, poursuivis cette fois par les candidats qui pensent qu'ils en ont sur eux. A la nuit tombée, seule Nathalie, une candidate continue à les suivre. Le petit groupe participent alors à une Full Moon, une fête sur la plage où tous les excès sont permis. Karim devient le roi de la fête pendant que Krimo et Nathalie couchent ensemble.
Le lendemain, Krimo reçoit un coup de fil de Reza : faute de mettre la main sur eux, les hommes du Marocain ont détruit son bar. Reza découvre la vérité et leur explique que les mafias locales ont parié sur le combat et les tueront s'ils refusent de participer. Karim accepte et part s'entraîner avec Reza dans un endroit reculé. Lors du combat, Karim réussit à l'emporte malgré la puissance de Tong Po. Se sentant pousser des ailes, Reza tente de se battre contre le Marocain, qui était celui qui l'avait mis KO lors de son match mais se fait battre à nouveau.
À l'issue du combat, le Marocain est chassé du temple où il officiait pour avoir fait perdre Tong-Po. Reza se ressource avec sa nouvelle copine, Krimo devient une star des magazines peoples grâce à sa relation tumultueuse avec Nathalie et Karim compte se marier avec une hôtesse de l'air. Franky, lui, tourne définitivement la page avec son ex et trouve du réconfort auprès de Nathalie, l'orang-outan du Marocain.
Quelque temps plus tard, Franky et Karim retrouvent Krimo dans une chambre d'hôpital à la suite d'une énième dispute avec Nathalie. Les trois amis n'ont pas gardé de souvenirs de leur aventure en Thaïlande mais Karim leur rétorque que si et démarre une vidéo : après leur retour de boîte de nuit, Krimo s'était précipité dans les toilettes de leur chambre victime d'une indigestion. Pour se moquer de lui, Franky et Karim l'avait filmé. Franky avait alors poussé le nain dans les toilettes sans savoir que Krimo allait se retourner pour vomir et déféquer en même temps, aspergeant Karim d'excréments.

## Fiche technique
Sauf indication contraire, les informations mentionnées dans cette section peuvent être confirmées par la base de données cinématographiques IMDb,  présente dans la section « Liens externes ».
- Titre original :  Pattaya
- Réalisation : Franck Gastambide
- Scénario : Franck Gastambide et Stéphane Kazandjian
- Décors : Arthur Deleu
- Costumes : Emmanuelle Youchnovski
- Photographie : Renaud Chassaing
- Montage : Laure Gardette
- Musique : DJ Kore
- Production : Éric et Nicolas Altmayer
- Société de production : Mandarin Films, Gaumont et D8 Films
- Société de distribution : Gaumont (France)
- Budget : 6.5M€[1]
- Box-office France : 1 944 981 entrées
- Pays d'origine :  France
- Langue originale : français
- Format : couleur - 2.35:1
- Genre : comédie
- Durée : 97 minutes
- Dates de sortie[2] : 
  -  France : 24 février 2016
  -  Belgique : 10 février 2016[3]
- Avertissement : des scènes, des propos ou des images peuvent heurter la sensibilité des spectateurs. Déconseillé aux moins de 10 ans à la télévision.

## Distribution
- Franck Gastambide : Franky
- Malik Bentalha : Krimo
- Anouar Toubali : Karim, Le nain
- Ramzy Bedia : Reza, le cousin de Krimo
- Gad Elmaleh : le Marocain, le maître d'arts martiaux
- Saïd Bogota : Tong Po
- Sabrina Ouazani : Lilia, la fiancée de Franky
- Sissi Duparc : Alexandra, La sse-gro
- Cyril Hanouna : Le directeur de casting de Fat Island
- Fred Testot : le pilote d'avion
- Booder : le steward
- Melha Bedia : l'hôtesse de l'air
- Sami Bouajila : le père de Krimo
- Léa Castel : Une amie de Lilia
- Mister V : un élève de Reza
- Rim'K : Le réceptionniste venant de Vitry
- Seth Gueko : l'homme à la plage
- Patrice Quarteron : Inès
- Uthai Chaengchampa : la femme de Reza
- Nathalie : La femelle Orang-outang

## Bande originale
La bande originale est produite par Kore.
Liste des titres
| No  | Titre                        | Interprètes                                  | Durée |
| --- | ---------------------------- | -------------------------------------------- | ----- |
| 1.  | Mon frelo (A.W.A Gang Remix) | Lacrim, Lapso Laps, Sadek & SCH              | 4:20  |
| 2.  | On met les voiles            | Alonzo                                       | 3:39  |
| 3.  | T'es partie                  | Gradur                                       | 2:57  |
| 4.  | Igo, c'est comment?          | 1.9 Réseaux feat. Mam's, MHD & Tino          | 2:58  |
| 5.  | Pattaya                      | Rim'K & AP                                   | 3:32  |
| 6.  | J'lâche pas le survêtement   | Franck Gastambide, Malik Bentalha & Mister V | 2:54  |
| 7.  | Zina                         | Amine & Ridsa                                | 2:37  |
| 8.  | J'suis qu'un thug (remix)    | Lacrim feat. French Montana                  | 3:24  |
| 9.  | On termine où?               | Ghetto Phénomène                             | 3:45  |
| 10. | Évasion                      | Fanny Nguesha feat. Mac Tyer                 | 3:03  |
| 11. | Pattaya City Gang            | Seth Gueko                                   | 2:43  |
| 12. | Comme ça qu'on fait          | Rimkus                                       | 4:10  |
| 13. | Tony                         | Lacrim & SCH                                 | 3:19  |
| 14. | White Iverson (Bonus)        | Post Malone                                  | 4:16  |
| 15. | The Hills (Bonus)            | The Weeknd                                   | 4:02  |

## Analyse